# 세포 손상
세포 손상(細胞損傷, 영어: cell damage 또는 cell injury)은 세포 외부 및 세포 내부의 환경 변화로 인해 세포가 겪는 다양한 스트레스의 변화이다. 여러 원인들이 있는데 물리적, 화학적, 감염성, 생물학적, 영양적, 면역학적 요인 때문일 수 있다. 세포 손상은 가역적이거나 비가역적일 수 있다. 손상 정도에 따라 세포 반응이 적응할 수 있으며, 가능한 경우 항상성이 회복된다. 세포 사멸은 세포 손상의 심각성이 세포의 자체적인 복구 능력을 초과할 때 일어난다. 세포 사멸은 유해한 자극에 노출된 기간과 발생한 손상의 심각성 모두와 관련이 있다. 세포 사멸은 네크로시스 또는 아폽토시스에 의해 일어날 수 있다.

## 같이 보기
- 아폽토시스
- 세포 주기